# Themira mexicana
Themira mexicana är en tvåvingeart som beskrevs av Ozerov 1999. Themira mexicana ingår i släktet Themira och familjen svängflugor. Inga underarter finns listade i Catalogue of Life.